# Chronologie des extinctions au cours de l'Holocène

Modèle du Mammouth nain au premier plan (1 tonne). Derrière lui Mammut americanum (6 tonnes), un Éléphant_d'Afrique (4 à 6 tonnes) ; au fond un Mammouth de Colomb (10 tonnes)

Cette chronologie des extinctions rend compte des espèces qui se sont éteintes au fil du temps durant l'Holocène, époque qui commence il y a environ 12 000 ans, avec la fin de la dernière glaciation (dite de Würm-Wisconsin) et le début du réchauffement climatique. Certains auteurs font commencer l'Holocène il y a 10 000 ans.
L'activité humaine et le changement climatique sont considérés comme des facteurs expliquant l'extinction des espèces, mais l'importance relative de ces facteurs fait débat. L'établissement de la chronologie des extinctions permet de mieux identifier les corrélations entre les extinctions d'espèces et leurs causes les plus immédiates. Jusqu'aux années 2010, les études scientifiques étaient centrées sur la chronologie des extinctions d'un petit nombre d'espèces dans des zones géographiques restreintes. De nouvelles études macroscopiques ont vu le jour récemment proposant des analyses mondiales qui prennent en compte un grand nombre d'espèces.
Il est souvent difficile de déterminer avec exactitude le moment où une espèce est éteinte : les données fossiles dépendent des conditions de préservation plus ou moins favorables, et des efforts entrepris pour récolter les restes, elles sont donc nécessairement incomplètes. Selon les paléontologues, le dernier enregistrement fossile précède le moment véritable de l'extinction de l'espèce (c'est l'effet Signor-Lipps). Ainsi une marge d'erreur existe dans ce domaine.
Ce qui suit est une liste sélective d'un nombre réduit d'espèces éteintes bien connues de l'histoire récente, principalement de mammifères. Les scientifiques pensent que la grande majorité des extinctions n'est pas documentée. Selon les mesures fondées sur la relation aire-espèces (en), le taux d'extinction actuel atteindrait jusqu'à 140 000 espèces par an. Voir Extinction de l'Holocène pour plus d'informations.
Pour un classement par espèces (non chronologique) voir les Listes des espèces disparues.

## 10emillénaire avant l'ère commune
- vers 9950 avant notre ère - Cuvieronius humboldti , de la famille des gomphothères (mammifères semblables à des éléphants) a survécu au Chili jusqu'à cette date environ[6].

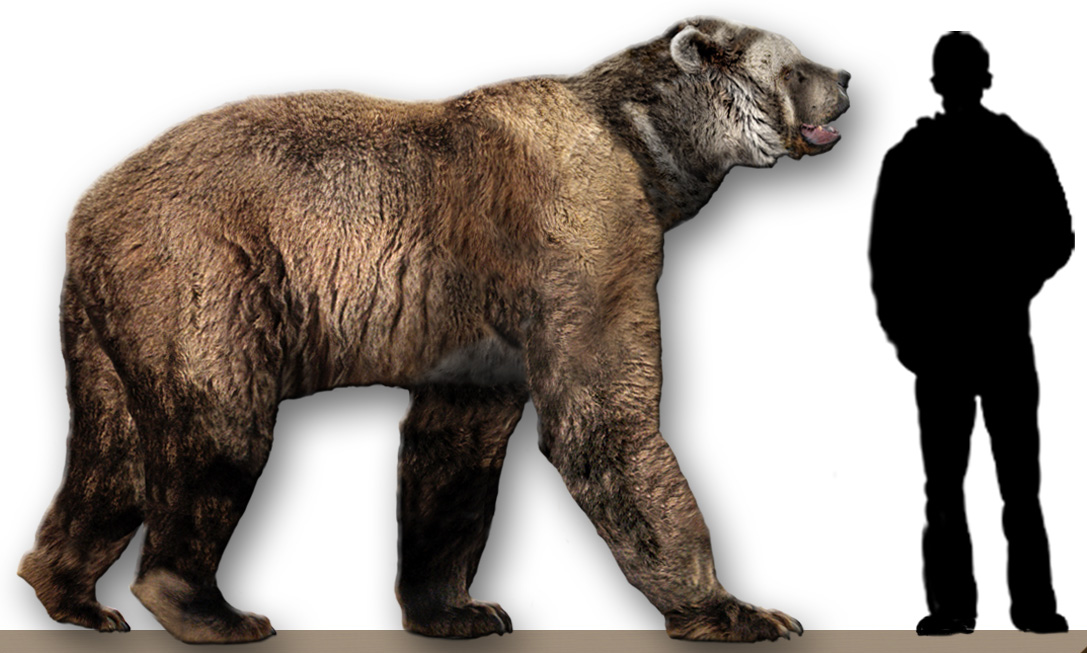
Reconstitution dArctodus simus, très grand ours d'une tonne

- vers 9680 avant notre ère - Le bovidé Euceratherium collinum a survécu dans l'Utah jusqu'à cette époque.
- vers 9650 avant notre ère - L'ours Arctotherium tarijense  a survécu en Uruguay jusqu'à cette date environ.
- vers 9530 avant notre ère - L'ours à face courte Arctodus simus a survécu en Ohio jusqu'à cette date environ.
- vers 9400 avant notre ère - Le canidé corse et sarde Dhole de Sardaigne, Cynotherium sardous, a survécu jusqu'à cette date environ.
- vers 9390 avant notre ère - Le paresseux terrestre Eremotherium laurillardi  a survécu au Brésil jusqu'à cette époque.
- vers 9380 avant notre ère - Stockoceros a survécu au Nouveau-Mexique jusqu'à cette époque[8]. Le cheval mexicain Equus conversidens a survécu en Alberta jusqu'à cette date environ.
- vers 9220 avant notre ère - Le mammifère Capromeryx de la famille des Antilocapridés a survécu au Nouveau-Mexique jusqu'à cette époque[8], Equus scotti a survécu jusqu'à cette date environ[9].
- vers 9180 avant notre ère - Bison antiquus a survécu en Alberta jusqu'à cette date environ.
- vers 9150 avant notre ère - Le bœuf musqué des bois Symbos a survécu au Michigan jusqu'à cette date environ[10].
- vers 9135 avant notre ère - Le jaguar Panthera onca mesembrina a survécu jusqu'à cette date environ.
- vers 9110 avant notre ère - Le pécari à tête plate Platygonus compressus a survécu en Ohio jusqu'à cette date environ.
- vers 9090 avant notre ère - Le paresseux terrestre Scelidotherium[11], de la famille des Mylodontidae, et le gomphothère Stegomastodon ont survécu au Brésil jusqu'à cette date environ[12].
- vers 9080 avant notre ère - Le Mammouth nain a survécu sur l'île Santa Rosa, en Californie, jusqu'à cette époque.
- vers 9030 avant notre ère - Le bœuf musqué casqué Bootherium bombifrons a survécu en Alberta jusqu'à cette date environ.

## 9emillénaire avant l'ère commune

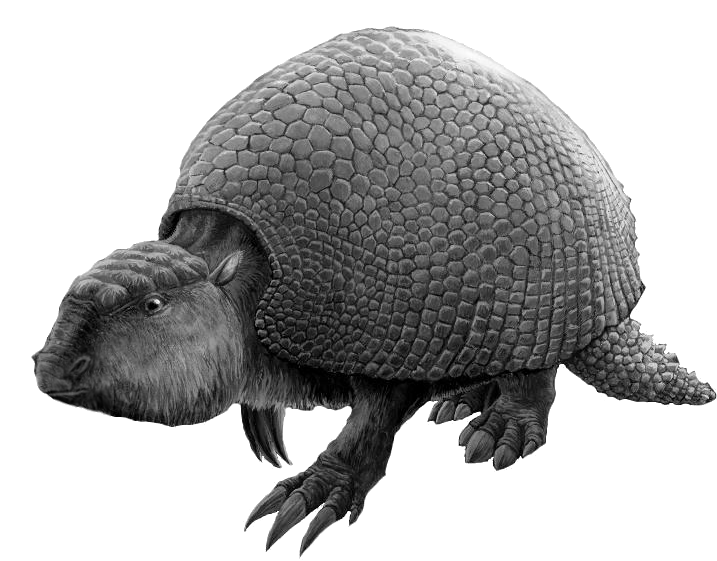
Le tatou géant Glyptodon (2 tonnes)

- vers 8920 avant notre ère - La chèvre Oreamnos harringtoni (en)  a survécu en Arizona jusqu'à cette date environ[6].
- vers 8735 avant notre ère - Le petit cheval Hippidion saldiasi  a survécu au Chili jusqu'à cette date environ.
- vers 8445 avant notre ère - Le mastodonte Mammut  a survécu dans le Michigan jusqu'à cette date environ[8].
- vers 8420 avant notre ère - Le lion d'Amérique Panthera leo atrox  et la marte Martes nobilis ont survécu jusqu'à cette date environ[9].
- vers 8280 avant notre ère - Le castor géant Castoroides et le cerf-orignal Cervalces  ont survécu en Ohio jusqu'à cette date environ[8].
- vers 8240 avant notre ère - Le tatou géant Glyptodon et le « faux hippopotame » Toxodon ont survécu en Argentine jusqu'à cette date environ.

## 8emillénaire avant l'ère commune
- vers 7930 avant notre ère - La pampathere (proche des tatous) Holmesina (en) a survécu en Floride jusqu'à cette date environ[13] de même que le paresseux terrestre Glossotherium[14], le tapir Tapirus veroensis et le camélidé Palaeolama mirifica (es) (lama à grandes pattes)[9].

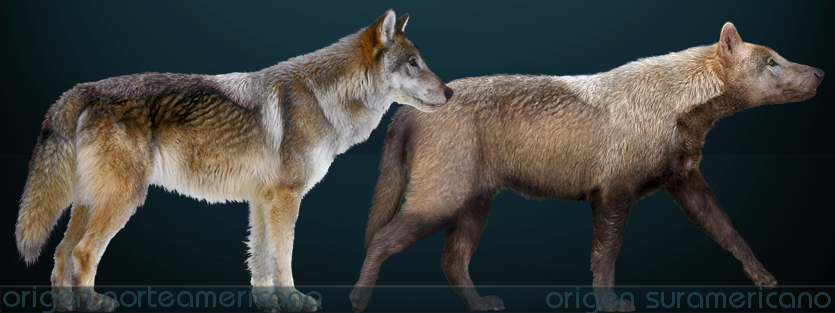
Deux sous-espèces du loup sinistre Canis dirus

- vers 7890 avant notre ère - Le spécimen du paresseux Nothrotheriops shastensis extrait d'un tunnel de lave au Aden Crater (en), avec un pelage bien préservé, indique que l'espèce a survécu au Nouveau-Mexique jusqu'à cette époque[15].
- vers 7630 avant notre ère - Le paresseux terrestre Catonyx cuvieri  a survécu au Brésil jusqu'à cette époque[6],[16].
- vers 7490 avant notre ère - Le paresseux géant d'Amérique du Nord Megalonyx jeffersonii a survécu jusqu'à cette date environ.
- vers 7470 avant notre ère - L'éléphant nain de Chypre s'est éteint à cette époque.
- vers 7460 avant notre ère - Le pécari Mylohyus a survécu dans le Tennessee jusqu'à cette époque[8]. Smilodon fatalis  a survécu jusqu'à cette date environ.
- vers 7450 avant notre ère - Le loup sinistre Canis dirus a survécu au Missouri jusqu'à cette date environ. Son extinction a probablement été causée par la compétition avec Canis lupus, le loup gris[11].
- vers 7290 avant notre ère - L'hippopotame nain de Chypre s'est éteint à peu près à cette époque.
- vers 7180 avant notre ère - Le Smilodon populator a survécu au Brésil jusqu'à cette date environ.

## 7emillénaire avant l'ère commune

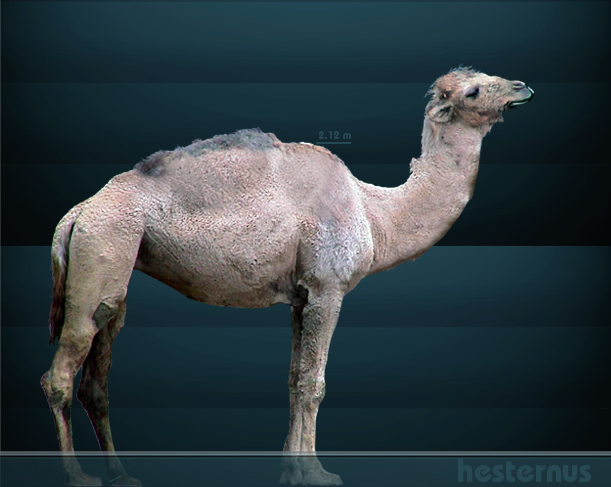
Camelops hesternus, 800 kg

- vers 6960 avant notre ère - Le paresseux Scelidodon (en) chiliensis a survécu au Pérou jusqu'à cette date environ[16].
- vers 6910 avant notre ère - Le bison des steppes Bison priscus a survécu dans la péninsule de Taymyr jusqu'à cette époque.
- vers 6730 avant notre ère - Mammouth de Colomb (Mammuthus columbi) a survécu en Saskatchewan jusqu'à cette date environ[17]. Le grand cheval Equus neogeus (en) a survécu en Équateur jusqu'à cette date environ ; la chasse excessive dont il a été victime a probablement entraîné son extinction.
- vers 6720 avant notre ère - Le pika géant (en), une espèce d'Ochotona proche des lièvres, a survécu dans l'est de l'Amérique du Nord jusqu'à cette époque.
- vers 6689 avant notre ère - Mylodon, proche du paresseux, a survécu au Chili jusqu'à cette date environ[14].
- vers 6577 avant notre ère - Le camélidé proche du lama Hemiauchenia (en) a survécu au Nevada jusqu'à cette date environ[8].
- vers 6290 avant notre ère - Le chameau Camelops a survécu en Arizona jusqu'à cette époque[8].
- vers 6050 avant notre ère - Le grand bovidé Megalotragus priscus  a survécu en Afrique du Sud jusqu'à cette date environ.

## 6emillénaire avant l'ère commune

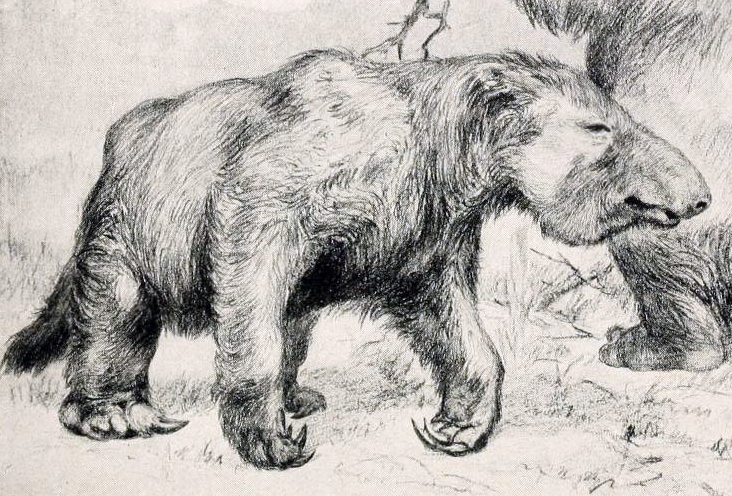
Megatherium americanum, paresseux géant (4 tonnes)

- vers 5914 avant notre ère - L'engoulevent pauraqué de Cuba, Siphonorhis daiquiri (en), a survécu jusqu'à cette date environ[16].
- vers 5620 avant notre ère - L'antilope Antidorcas bondi (en) a survécu en Afrique du Sud jusqu'à cette date environ.
- vers 5370 avant notre ère - Le célèbre paresseux géant Megatherium americanum, un des plus grands mammifères terrestres connus, qui pouvait peser jusqu'à 4 tonnes et mesurer 6 m de longueur de la tête à la queue, a survécu en Argentine jusqu'à cette date environ.
- vers 5020 avant notre ère - Le cerf géant sarde Praemegaceros (en) cazioti a survécu jusqu'à cette époque.

## 5emillénaire avant l'ère commune
- vers 4950 avant notre ère - Les marsupiaux Dactylopsila kambuaya et Petauroides ayamaruensis ont survécu en Nouvelle-Guinée jusqu'à cette date environ[16].
- vers 4866 avant notre ère - Le grand cerf Megaloceros giganteus a survécu dans l'Oural et la Sibérie occidentale jusqu'à cette époque.
- vers 4605 avant notre ère - Le tatou géant glyptodonte Doedicurus clavicaudatus  a survécu en Argentine jusqu'à cette date environ.
- vers 4180 avant notre ère - L'oiseau Rallus eivissensis a survécu à Ibiza jusqu'à cette époque.

## 4emillénaire avant l'ère commune
- vers 3010 avant notre ère - Le paresseux Parocnus browni de la famille des Megalocnidae (en) a survécu à Cuba jusqu'à cette date environ[18].

## 3emillénaire avant l'ère commune

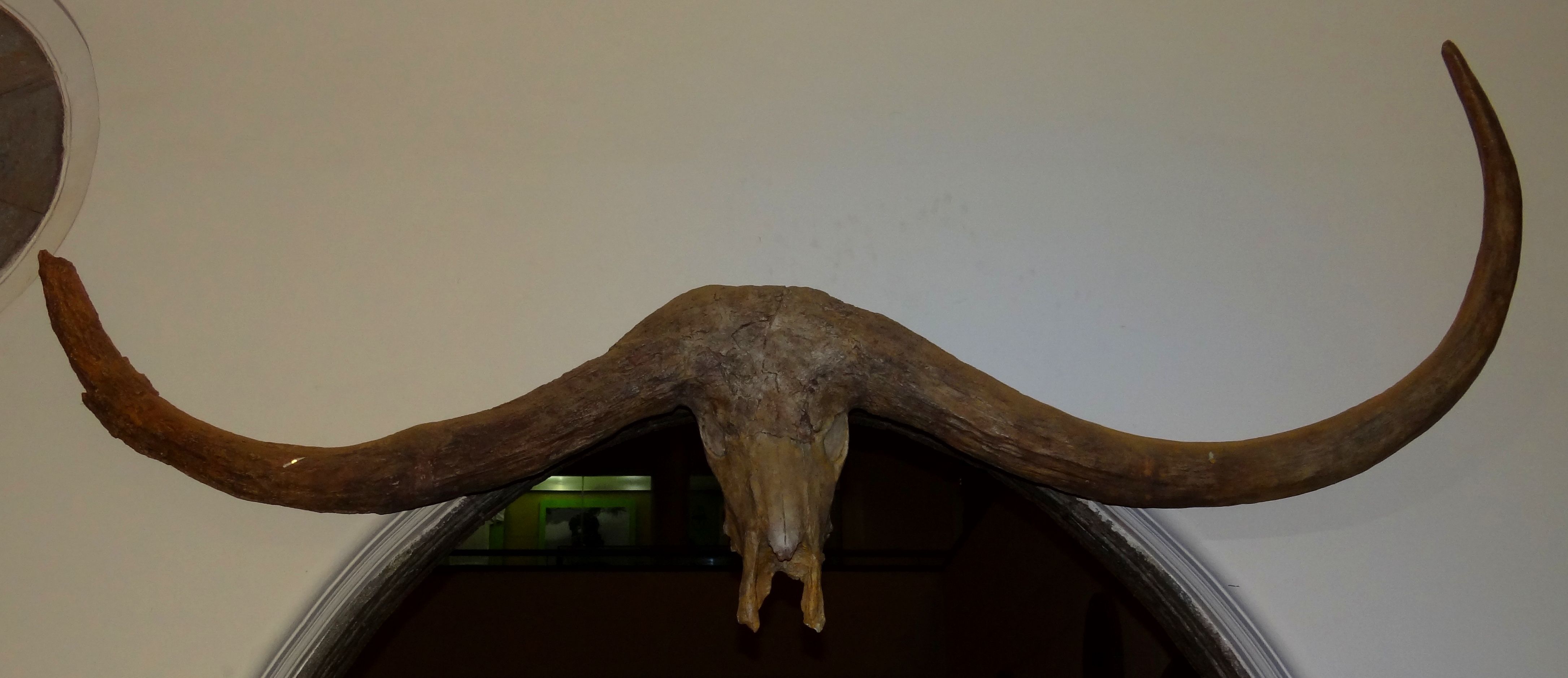
Le buffle africain Pelorovis antiquus

- vers 2915 avant notre ère - Le canidé Dusicyon avus a survécu en Argentine jusqu'à cette date environ[16].
- vers 2835 avant notre ère - La chèvre des cavernes des îles Baléares s'est éteinte à cette époque.
- vers 2765 avant notre ère - Le buffle d'Afrique du Nord Pelorovis antiquus  a survécu jusqu'à cette époque. Son extinction peut avoir été causée par la compétition pour la nourriture et l'eau avec les bovins domestiques.
- vers 2550 avant notre ère - Le héron Bennu s'est éteint à cette époque, probablement en raison de la dégradation de son habitat en zone humide. Il a été identifié pour la dernière fois dans la péninsule arabique.
- vers 2441 avant notre ère - Le paresseux Neocnus survit en Haïti jusqu'à cette époque[18].
- vers 2240 avant notre ère - Le paresseux géant Megalocnus rodens, et l'oiseau Nesotrochis (en) de la famille des Rallidés ont survécu à Cuba jusqu'à cette époque.

## 2emillénaire avant l'ère commune
- vers 1780 avant notre ère - La dernière population connue de mammouths laineux sur l'île Wrangel s'est éteinte, peut-être en raison d'une conjonction de changements climatiques et de chasse excessive[6],[19].
- vers 1520 avant notre ère - L'oiseau géant inapte au vol Sylviornis neocaledoniae a survécu en Nouvelle-Calédonie jusqu'à cette époque.
- vers 1380 avant notre ère - Le paresseux Acratocnus odontrigonus, anciennement habitant à Porto Rico et à Antigua, a survécu jusqu'à cette date environ.
- vers 1300 avant notre ère - Le petit marsupial Thylogale christenseni  a survécu en Nouvelle-Guinée jusqu'à cette date environ.

## 1ermillénaire avant l'ère commune

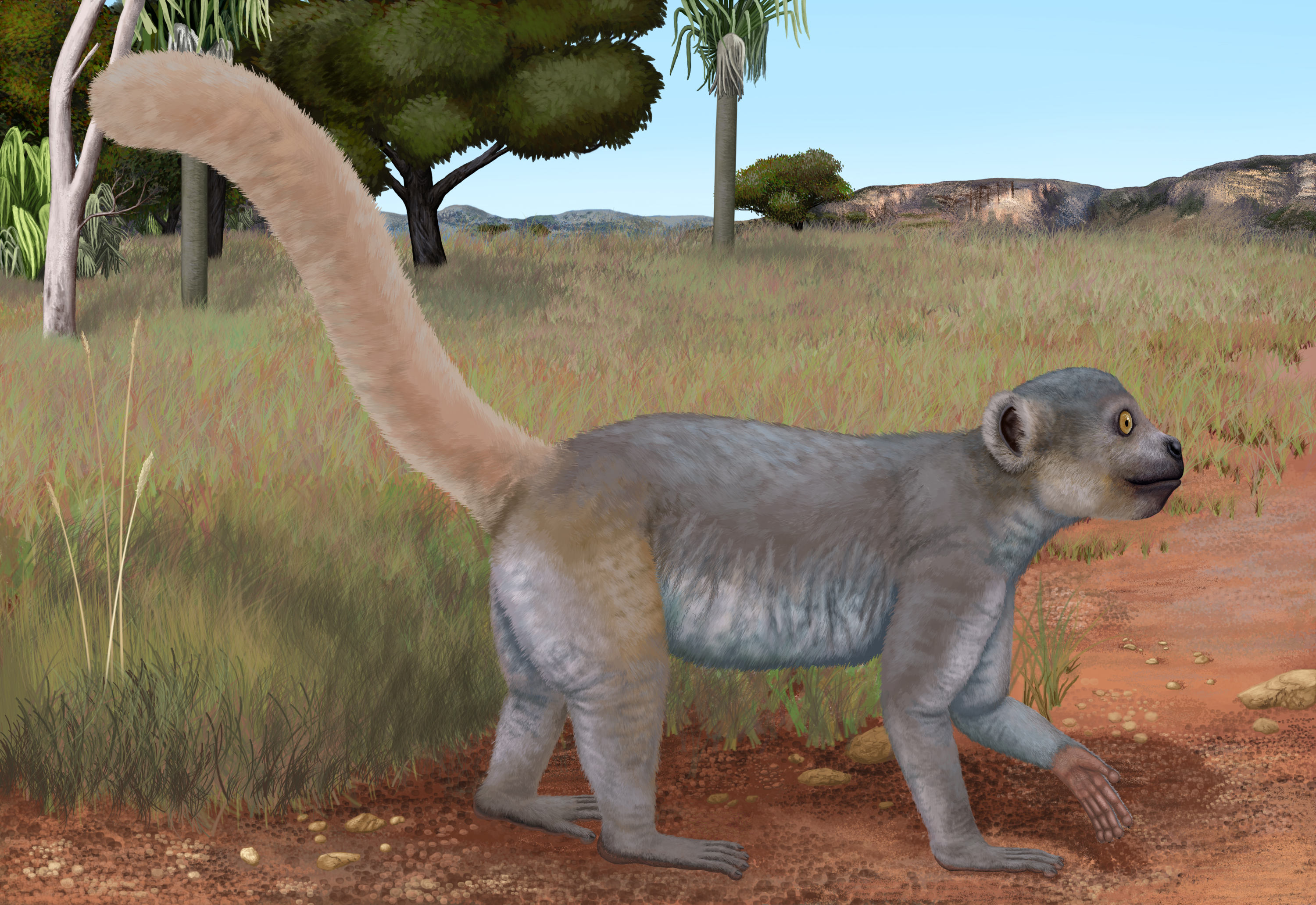
Vision d'artiste dArchaeolemur edwardsi

- vers 790 avant notre ère - L'oiseau mégapode Megapodius alimentum a survécu aux Tonga jusqu'à cette date environ[20].
- vers 530 avant notre ère - Microgale macpheei , semblable à une musaraigne, a survécu à Madagascar jusqu'à cette date environ[16].
- vers 457 avant notre ère - Le rongeur Elasmodontomys obliquus a survécu à Porto Rico jusqu'à cette date environ[21].
- vers 450 avant notre ère - La musaraigne Crocidura balsamifera  a survécu en Égypte jusqu'à cette date environ.
- vers 341 avant notre ère - Le primate Archaeoindris fontoynonti  a survécu à Madagascar jusqu'à cette date environ.
- vers 195 avant notre ère - Le singe de Jamaïque Xenothrix mcgregori (en) a survécu jusqu'à cette date environ[22] .
- vers 110 avant notre ère - Le primate Archaeolemur edwardsi  a survécu à Madagascar jusqu'à cette date environ.
- vers 100 avant notre ère - L'éléphant d'Asie Elephas maximus asurus s'éteint en raison d'une chasse excessive à l'ivoire.
- vers 30 avant notre ère - L'oiseau Coua primaeva  a survécu à Madagascar jusqu'à cette date environ.

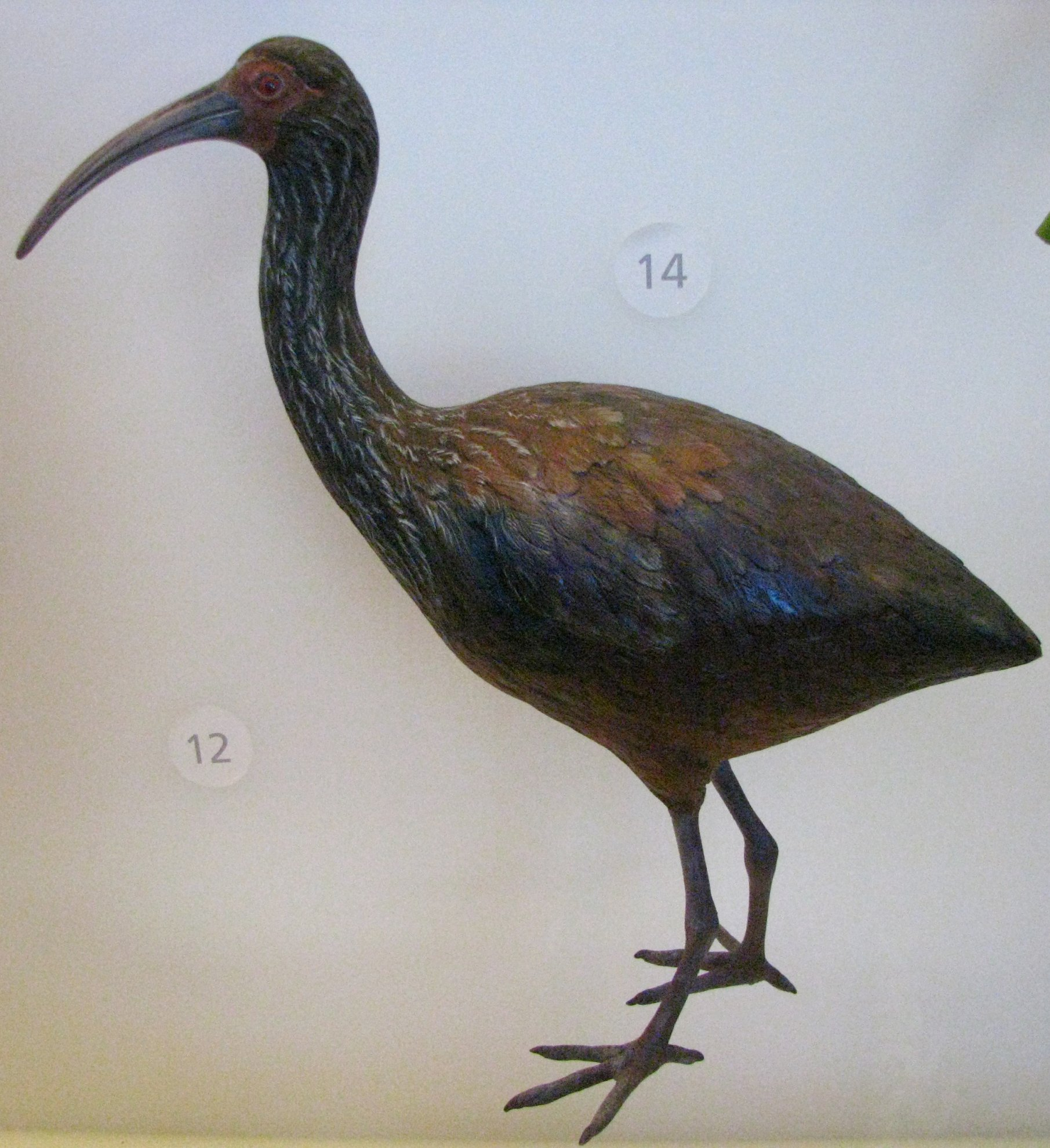
Apteribis

## 1ermillénaire de l'ère commune

### IIesiècle
- vers 100 - Les oiseaux du genre Apteribis des hautes terres de Maui ont survécu à Maui jusqu'à cette date environ[16].

### IIIesiècle
- vers 200 - Le pigeon Kanaka, la gallinule de Nouvelle-Calédonie, l'oiseau mégapode molistructor et l'Accipiter efficax (une espèce d'aigle)[23] ont survécu jusqu'à cette date environ[16].
- vers 256 - Le primate Mesopropithecus globiceps  a survécu à Madagascar jusqu'à cette date environ.

### IVesiècle
- vers 300 - L'éléphant d'Afrique du Nord vit jusqu'à cette époque[24].

### Vesiècle
- vers 450 - Le genre de tortue Meiolania a survécu jusqu'à cette époque en Nouvelle-Calédonie [25].

### VIesiècle
- vers 537 - Le primate Hadropithecus stenognathus a survécu à Madagascar jusqu'à cette date environ[16].
- vers 540 - Le primate Mesopropithecus pithecoides  a survécu à Madagascar jusqu'à cette date environ.
- vers 570 - L'oiseau Alopochen sirabensis a survécu à Madagascar jusqu'à cette date environ.

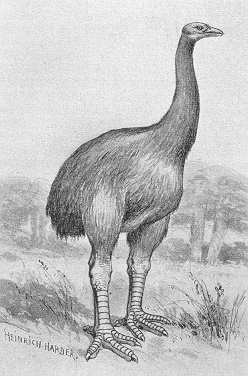
Le moa était l'un des plus grands oiseaux qui ait jamais existé.

### VIIesiècle
- vers 685 - L'oiseau marin Puffinus olsoni (en) a survécu jusqu'à cette date environ[16].

### VIIIesiècle
- vers 730 - Le primate Pachylemur insignis  a survécu à Madagascar jusqu'à cette date environ[16].
- vers 731 - Le rongeur Heteropsomys insulans a survécu à Porto Rico jusqu'à cette date environ[21].

### IXesiècle
- vers 836 - L'oiseau inapte au vol moa au grand bec Euryapteryx curtus (en) a survécu en Nouvelle-Zélande jusqu'à cette date environ[16].
- vers 885 - Le primate Daubentonia robusta a survécu à Madagascar jusqu'à cette date environ.

### XIesiècle

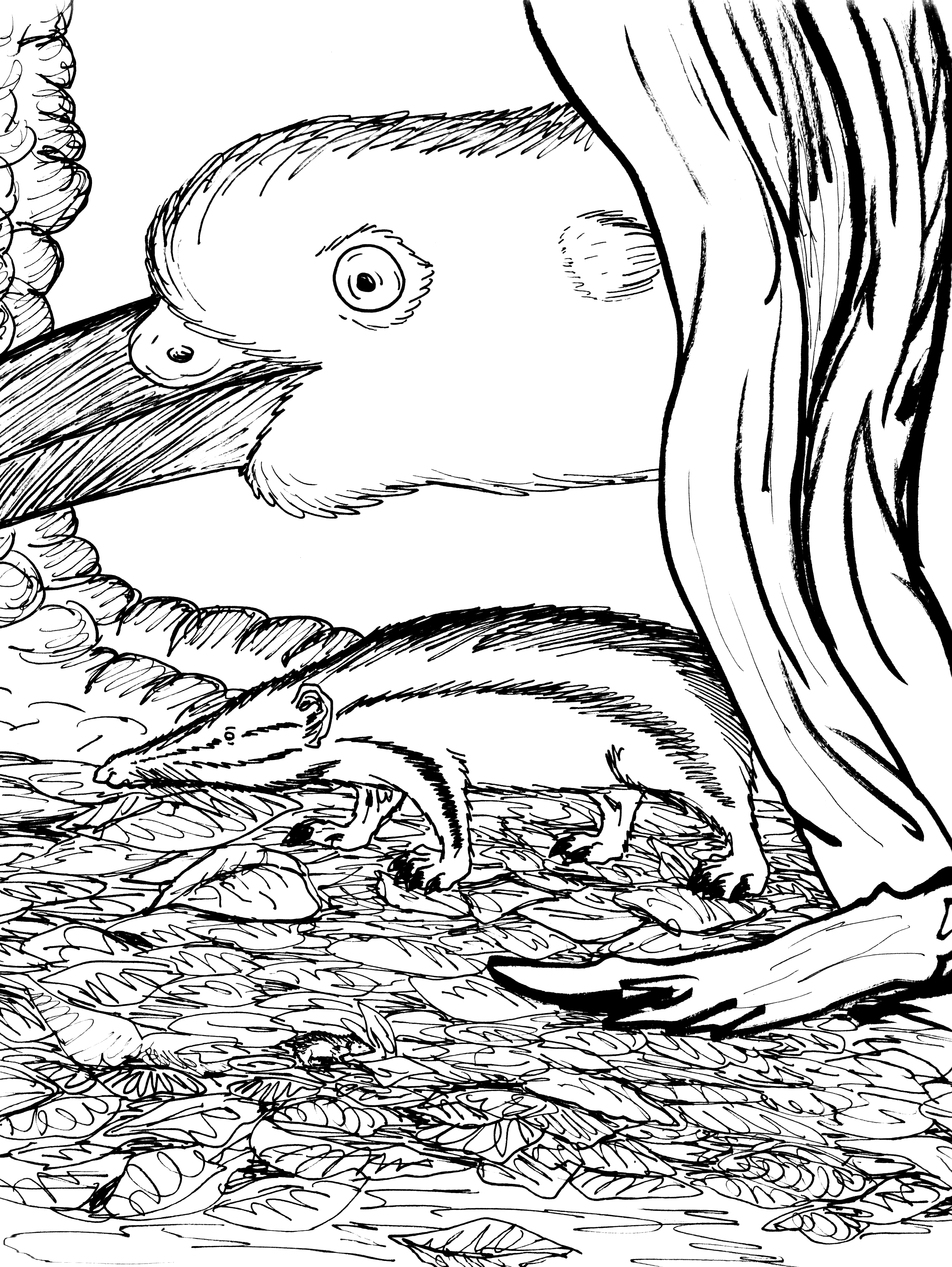
Plesiorycteropus madagascarensis

- vers 900 - L'oie des bois ou oie nene-nui Branta hylobadistes (en) a survécu à Maui jusqu'à cette date environ[16].
- vers 915 - Un petit euthérien insectivore Plesiorycteropus (en) a survécu à Madagascar jusqu'à cette date environ[26].
- vers 950 - Les perroquets Vini sinotoi et Vini vidivici ont survécu jusqu'à cette date environ.
- vers 996 - Un oiseau, l'égothèle d'Australie, Aegotheles novazelandiae (en), a survécu jusqu'à cette date environ.

## 2emillénaire de l'ère commune

### XIIesiècle
- vers 1180 - Le grand canard moa-nalo (en) Thambetochen chauliodous (en) a survécu jusqu'à cette date environ[16]. Les moa-nalo étaient les principaux herbivores des îles hawaïennes[27].

### XIVesiècle
- vers 1320 - Le lémurien Megaladapis edwardsi  a survécu à Madagascar jusqu'à cette date environ[16].
- vers 1322 - Le grand oiseau inapte au vol moa Megalapteryx didinus (en) a survécu dans l'île du Sud de la Nouvelle-Zélande jusqu'à cette date environ.
- vers 1326 - Le moa Pachyornis geranoides (en) a survécu dans l'île du Nord de la Nouvelle-Zélande jusqu'à cette date environ.
- vers 1360 - Nesophontes a survécu à Cuba jusqu'à cette date environ[6].

### XVesiècle
- vers 1400 - L'aigle de Haast en Nouvelle-Zélande, un oiseau de proie géant, s'éteint. Les principales proies de l'aigle étaient diverses espèces de moa, qui ont également disparu[28].
- vers 1420 - Le moa géant de l'île du Sud a survécu dans l'île du Sud de la Nouvelle-Zélande jusqu'à cette date environ[16].
- vers 1440 - Le lémurien Palaeopropithecus ingens a survécu à Madagascar jusqu'à cette date environ.
- Les moas de la Nouvelle-Zélande ont disparu, probablement victimes de la chasse[19].

### XVIesiècle
- vers 1500–1550 - Le manchot Megadyptes Waitaha de l'île du Sud de la Nouvelle-Zélande s'est éteint[29].

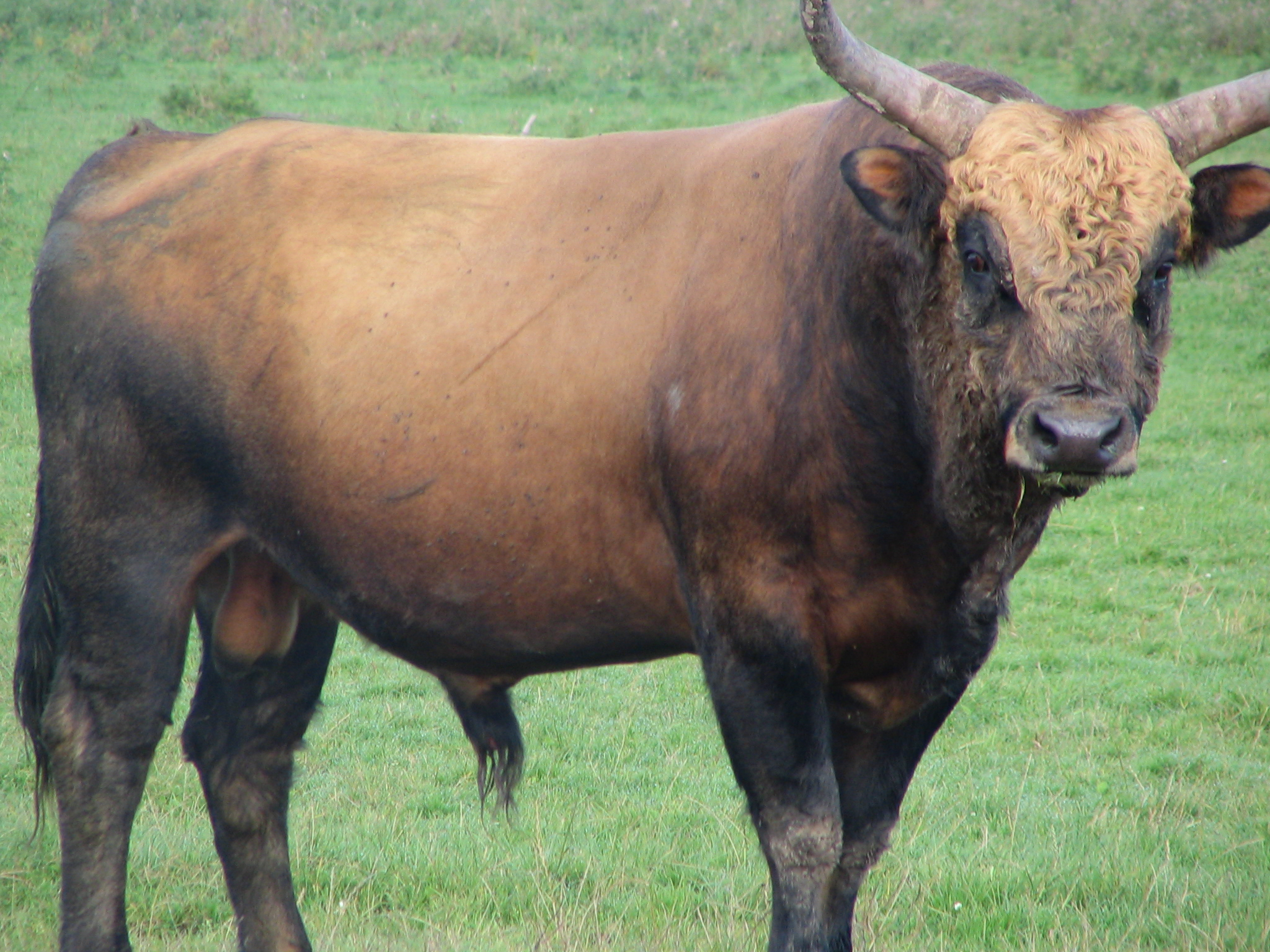
Reconstitution d'un auroch

- Le primate Antillothrix bernensis (en) de l'île d'Hispaniola s'éteint au XVIe siècle[30].

### XVIIesiècle
- 1627 - Les derniers aurochs connus meurent en Pologne. Ce gros bétail sauvage habitait autrefois une grande partie de l'Europe, de l'Afrique du Nord, du Moyen-Orient, de l'Asie centrale et de l'Inde.
- vers 1645 - Le canard de Finsch, Chenonetta finschi a survécu en Nouvelle-Zélande jusqu'à cette date environ[16].
- 1662 - La dernière observation avérée d'un dodo a été faite à Maurice[19]. L'extinction est due à la chasse, mais aussi aux porcs, rats, chiens et chats amenés sur l'île par les colons. L'espèce est devenue un emblème de l'extinction animale.
- L'oiseau-éléphant Aepyornis maximus  a été identifié pour la dernière fois vers la fin du XVIe siècle[29].

### XVIIIesiècle
- 1768 - La vache de mer de Steller s'est éteinte en raison d'une chasse excessive pour sa chair et son cuir[16] .

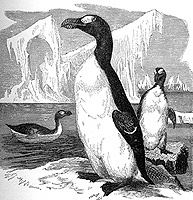
Le grand pingouin a été chassé pour son duvet jusqu'à son extinction vers 1844.

- 1773 - L'oiseau de Tahiti appelé Chevalier à ailes blanches s'est éteint après l'introduction de rats dans son habitat dans les îles de la Société [31] .
- 1774 - Le pika sarde (semblable à un lièvre) s'est éteint à cause d'espèces envahissantes (renards, chats, etc.) introduites en Sardaigne et en Corse.
- 1777 - La population de perruches de la Société s'éteint sur les îles de la Société après que des navires ont libéré des espèces nuisibles.
- 1790 - L'oiseau Talève de Lord Howe, également connu sous le nom de gallinule blanc, s'éteint.

### XIXesiècle
- 1800 - Le dernier bovidé hippotrague bleu connu a été abattu, faisant de l'espèce la première antilope africaine chassée jusqu'à l'extinction par les colons européens[32] .
- 1882 - L'émeu noir, oiseau inapte au vol qui vivait dans le détroit de Bass, entre l'Australie continentale et la Tasmanie, s'éteint.
- 1825 - L'oiseau stourne mystérieux s'éteint.
- 1826 - Le pigeon founingo hollandais s'éteint à cause d'une chasse excessive.
- 1827 - Le lézard Tachygyia microlepis s'éteint de son seul domicile dans les îles Tonga.
- 1852 - La dernière observation d'un grand pingouin a eu lieu au large de Terre - Neuve. L'oiseau était chassé pour sa graisse, ses plumes, sa viande et son huile, ce qui a conduit à son extinction[19],[33].

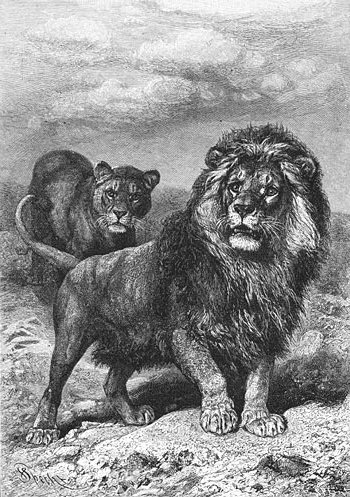
Lion du Cap

- 1860 - L'arbre Acalypha rubrinervis de l'île de Sainte-Hélène s'éteint à cause de la destruction de son habitat.
- 1860 - Le vison de mer s'éteint à cause de la chasse ; sa fourrure était particulièrement convoitée.
- Années 1860 : Le lion du Cap à l'état sauvage disparaît ; l'espèce n'existe plus qu'en captivité[34].

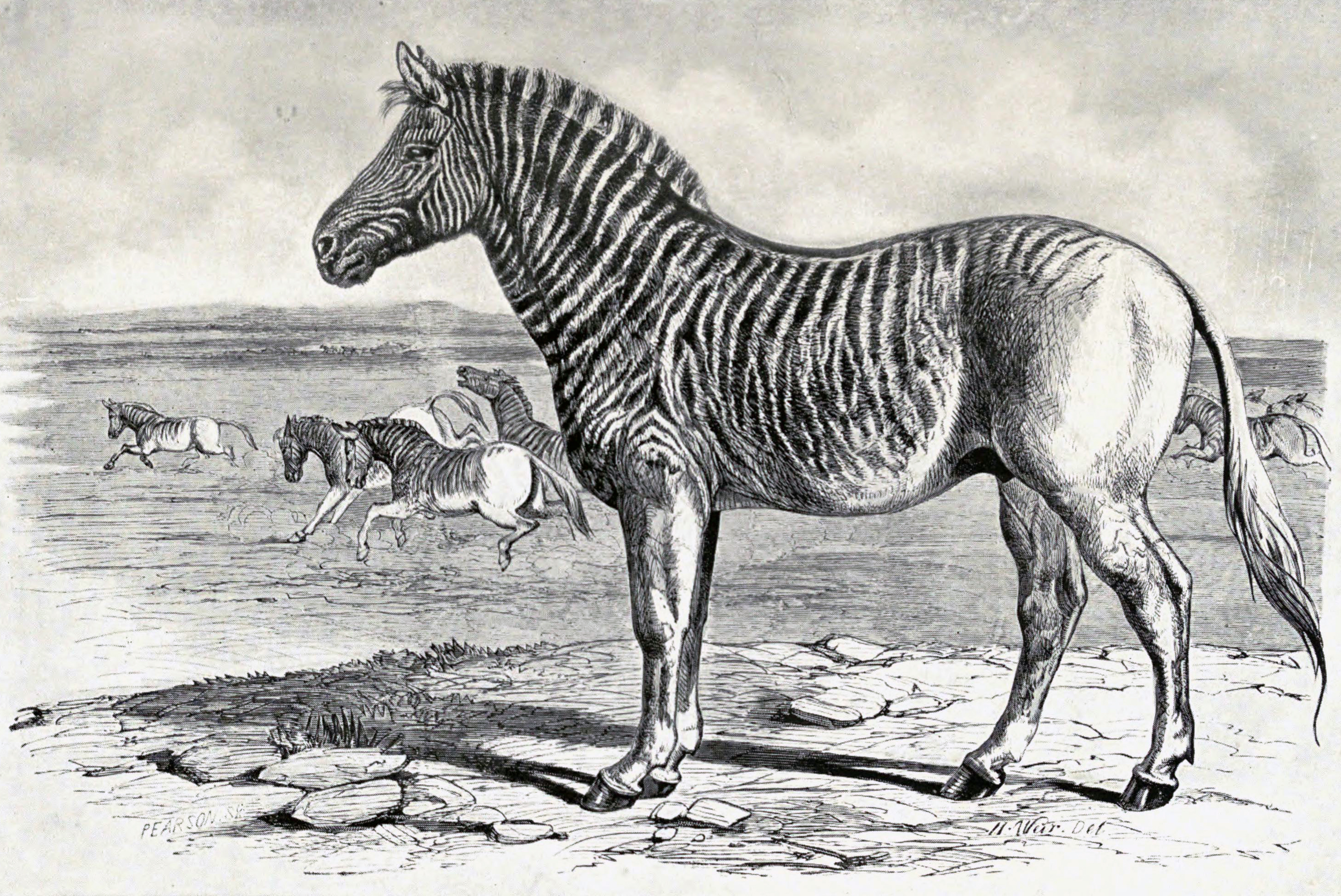
Quagga

- 1875 - Le rat-kangourou Potorous platyops a  été identifié pour la dernière fois[16] .
- 1876 - Le Loup des Malouines ou loup antarctique a disparu.
- 1878 - Le canard Eider du Labrador est déclaré éteint après les dernières apparitions à Long Island trois ans plus tôt.
- vers 1879 - Le dernier Ours de l'Atlas connu est tué par des chasseurs au Maroc. Cet ours, le seul natif d'Afrique, a été souvent chassé et exploité dans les cirques durant la période de l'Empire romain[35]
- 1880 - Le wapiti de l'Est, Cervus canadensis canadensis (en), une sous-espèce de grand cervidé aux États-Unis et au Canada, est déclaré éteint[36].
- 1883 - Le Quagga, une sous-espèce du zèbre des plaines, s'éteint.
- 1886 - L'algue rouge connue sous le nom d'algues de Bennett d'Australie disparaît à cause des effets massifs de l'activité humaine
- 1889 - Le dernier loup d'Hokkaido meurt à la suite d'une campagne d'empoisonnement[37].
- 1890 - Le lièvre wallaby de l'Est a été identifié pour la dernière fois.

### XXesiècle

#### Années 1900
- 1902 - Les derniers spécimens connus du criquet des montagnes Rocheuses Melanoplus spretus sont collectés près de Brandon, au Manitoba[38]
- 1905 - Le dernier loup Honshū connu du Japon meurt dans la préfecture de Nara[39].
- 1907 - Le huia, un oiseau originaire de Nouvelle-Zélande, est vu pour la dernière fois. La perte de son habitat, la chasse et les maladies ont causé son extinction.
- 1909 - Le dernier tarpan connu, un cheval sauvage polonais, meurt en captivité[40].

#### Années 1910
- 1911 - Le dernier loup de Terre-Neuve, Canis lupus beothucus (en), est abattu[37].
- 1914 - Le dernier pigeon migrateur, Martha, meurt en captivité au zoo de Cincinnati. Une chasse excessive a contribué à son extinction; c'était autrefois l'un des oiseaux les plus abondants au monde.
- 1918 - La dernière perruche conure de Caroline meurt en captivité au zoo de Cincinnati. La déforestation et la compétition avec des abeilles introduites par l'homme ont conduit à l'extinction de cet oiseau qui habitait autrefois le sud-est des États-Unis.

#### Années 1920
- 1924 - L'ours grizzly de Californie est aperçu pour la dernière fois[41].
- 1925 - Le loup du Canada est menacé d'extinction[37].
- 1929 - La plante euphorbiacée Acalypha wilderi (en) a été vue pour la dernière fois dans la nature. Cette espèce peut être synonyme d' A. Raivavensis et A. tubuaiensis, ce qui voudrait dire qu'elle n'est en fait pas éteinte à l'échelle mondiale.

#### Années 1930
- 1930 : Le rongeur Nesoryzomys darwini a été identifié pour la dernière fois dans les îles Galápagos. Son extinction a probablement été causée par l'introduction de rats noirs ;
- 1932 : Booming Ben, le dernier tétras de prairies connu a été vu sur Martha's Vineyard, Massachusetts[42] ;
- 1933 : La violette de Cry d'Europe a fait l'objet de cueillettes excessives en France, où elle est une espèce endémique, ce qui a contribué à son extinction ;
- 1934 : Le rongeur Nesoryzomys indefessus (en) des îles Galapagos a été identifié pour la dernière fois. Son extinction a probablement été causée par l'introduction de rats noirs ;

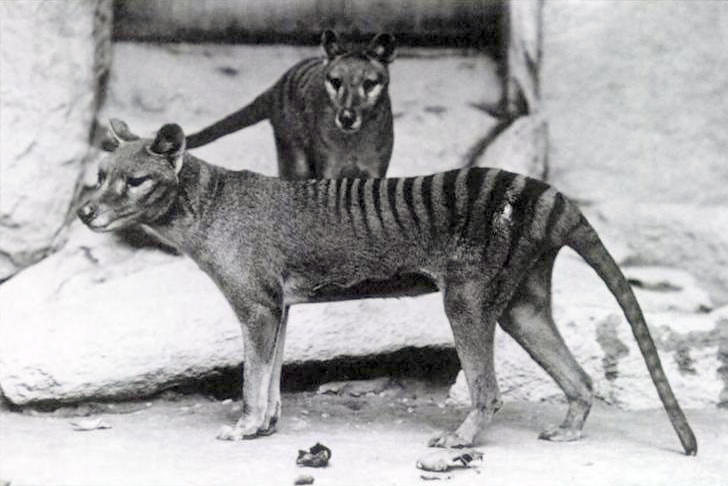
Le loup marsupial thylacine a été exterminé jusqu'à l'extinction.

- 1935 : Le rat-kangourou du désert a été identifié pour la dernière fois[16] ;
- 1935 : Le loup des montagnes Mogollon (Canis lupus mogollonensis (en)) et le loup des montagnes Rocheuses méridionales (Canis lupus youngi) sont chassés jusqu'à l'extinction[37] ;
- 1936 : Le dernier loup marsupial thylacine est mort en captivité. La chasse, la perte de son habitat, les maladies et la concurrence des chiens domestiques sont les différents facteurs avancés pour expliquer l'extinction de l'espèce ;
- c. 1937 : Le tigre de Bali a été vu pour la dernière fois à cette époque, mais a probablement persisté dans les années 40, voire au début des années 50[43] ;
- 1939 : Le petit marsupial Wallaby de Grey a été identifié pour la dernière fois.

#### Années 1940
- 1940 : Le loup Canis lupus fuscus est chassé jusqu'à l'extinction[37] ;
- 1942 : Le loup du Texas (en) a été délibérément chassé jusqu'à l'extinction ;
- 1942 : Dernière observation confirmée du Lion de l'Atlas ou lion de Barbarie ; des observations non confirmées ont été rapportées jusqu'en 1970[44].

#### Années 1950
- 1952 - Dernier rapport fiable sur le phoque moine des Caraïbes.
- 1952 - Le  loup de Terre Victoria (en) est chassé jusqu'à l'extinction[37].

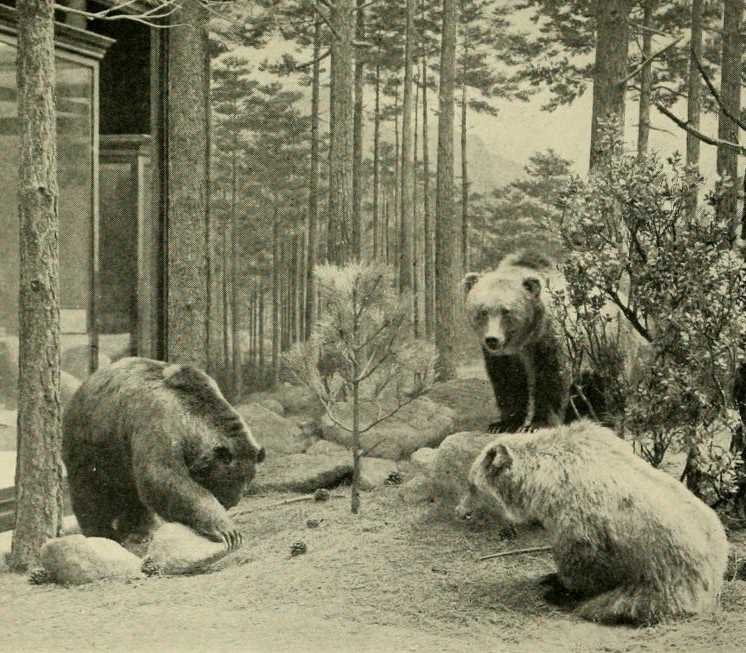
Grizzli mexicain

- 1956 - Le petit marsupial wallaby à queue cornée et l'oiseau pic impérial ont été identifiés pour la dernière fois[16].
- 1957 - Le poisson à nageoires rayonnées Noturus trautmani (en) est collecté pour la dernière fois.

#### Années 1960
- vers 1960 - Le grizzli mexicain est exterminé à cette époque.
- 1962 - L' opossum Cryptonanus ignitus (en) a été identifié pour la dernière fois en Argentine [16].
- 1964 - La plante herbacée Achyranthes atollensis des îles hawaïennes, s'éteint à cause de la perte de son habitat.
- 1966 - La dernière autruche arabe, Struthio camelus syriacus, est morte à cette époque.
- année 1960 - Dernière observation de la moule d'eau douce américaine Epioblasma turgidula (en)[45].

#### Années 1970

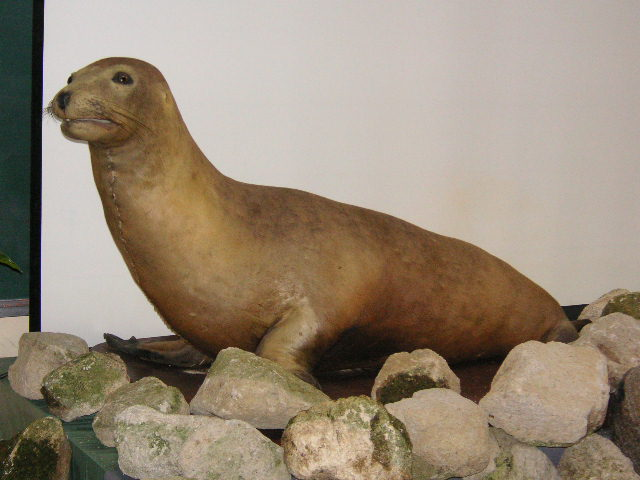
otarie du Japon

- c. 1970 - Le tigre de la Caspienne disparaît principalement en raison de la perte de son habitat, de la chasse et de la disparition de ses proies[46].
- 1972 - Le myrte Myrcia skeldingii (en), une espèce endémique de la Jamaïque, s'éteint.
- 1974 - La dernière otarie du Japon connue est capturée au large des côtes de l'île Rebun, à Hokkaido [47].
- c. 1976 - Dernières observations du tigre de Java[48].

#### Années 1980
- 1981 - Une plante endémique d'Hawaï, le Puhielelu hibiscadelphus (Hibiscadelphus crucibracteatus (en)) s'éteint.
- 1981 - Dernière observation de la moule d'eau douce du Canada, l'épioblasme ventrue, Epioblasma torulosa (en)[49].
- 1981 - La grenouille à incubation gastrique du sud (Rheobatrachus silus) s'est éteinte probablement en raison de la destruction de son habitat et de maladies.
- 1983 - Dernier repérage non confirmé du bovidé sauvage kouprey (Bos sauveli) [50] ; le dernier repérage absolu confirmé remonte à 1969/70. Déclaré comme « très probablement en voie de disparition » par l’UICN.
- 1983–84 - L' étoile de mer Heliaster solaris (en), le poisson osseux des îles Galapagos Azurina eupalama et les algues brunes Bifurcaria galapagensis des îles Galapagos disparaissent probablement en raison du changement climatique[51].
- 1985 - La grenouille à incubation gastrique du Nord (Rheobatrachus vitellinus) s'est éteinte probablement en raison de la destruction de son habitat et des maladies.
- 1987 - Le dernier Kauaʻi ʻōʻō (Moho braccatus), un mâle, est identifié au moment où il chante. L'espèce n'a plus jamais été entendue depuis et a été déclarée éteinte.
- 1989 - Le crapaud doré du Costa Rica s'éteint, peut-être à cause du changement climatique.

#### Années 1990
- 1990 - Le passereau Ammodramus maritimus nigrescens est officiellement déclaré éteint en décembre 1990. Le dernier individu connu est mort le 17 juin 1987[52].
- 1994 - Le serpent Borikenophis sanctaecrucis, originaire des îles Vierges, est  déclaré éteint.
- 1994 - Le papillon Levuana d'Hawaï disparaît.
- 1997 - L'ormosia de Hainan (une espèce de légumineuse) originaire de Chine n'est plus observée.

## 3emillénaire de l'ère commune

### XXIesiècle

#### Années 2000
- 2000 - Celia, le dernier bouquetin des Pyrénées, a été retrouvé mort en 2000. En 2003, une femelle est née d'un clonage, mais elle meurt peu de temps après la naissance en raison de défauts pulmonaires [53] .
- 2003 - Le dernier individu d'olivier de Sainte-Hélène en culture meurt. À l'état naturel, l'espèce s'était éteinte en 1994.
- 2006 - Une étude technologiquement sophistiquée du fleuve Yangtze n'a pas réussi à trouver des spécimens du dauphin baiji, incitant les scientifiques à le déclarer fonctionnellement éteint[54] .

#### Années 2010
- 2011 - Le puma d'Amérique du Nord, Puma concolor couguar, a été déclaré éteint. Le dernier individu connu a été piégé et tué en 1938[55],[56].
- 2011 - Le Rhinocéros noir d'Afrique de l'Ouest a été déclaré éteint.

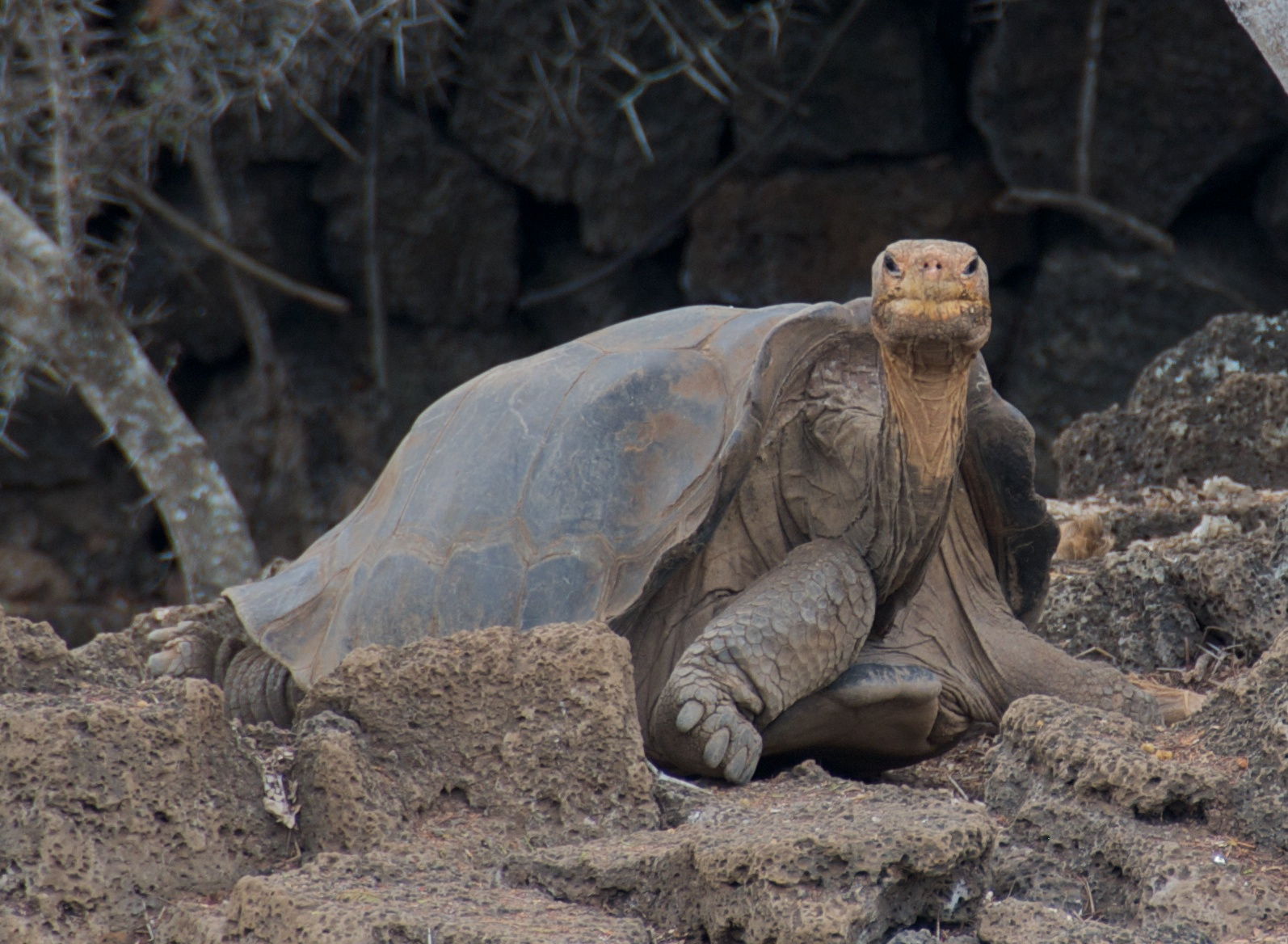
La dernière tortue géante mâle des îles Galapagos

- 2012 - La loutre de rivière japonaise (Lutra lutra whiteneyi) est déclarée éteinte par le ministère de l'Environnement du pays ; elle n'avait pas été vue depuis plus de 30 ans[57].
- 2012 - Georges le solitaire, le dernier spécimen mâle de la tortue de l'île Pinta des Galapagos, est mort le 24 juin 2012[58].
- 2013 - Le scinque géant du Cap-Vert (une espèce de saurien) a été déclaré éteint.
- 2013 - La panthère nébuleuse de Formose, auparavant endémique dans l'île de Taiwan, est officiellement déclaré éteinte[59].
- 2014 - Le rapace nocturne nyctale des Bermudes a été déclaré éteint après avoir été décrit à partir de fossiles en 2012.
- 2017 - Le scinque de Christmas Island (une espèce de lézard) a été déclaré éteint, trois ans après la mort du dernier spécimen connu.
- 2019 - Le rongeur endémique de l'île de Bramble Cay au large de l'Australie Melomys rubicola a été déclaré éteint ; il a été victime de la montée des océans.

#### Années 2020
- 2020 - L'espadon de Chine (Psephurus gladius) est déclaré éteint en janvier 2020 ; endémique du fleuve Yangzi Jiang, l'espadon qui avait survécu  à plusieurs extinctions de masse depuis son apparition il y a près de 200 millions d'années, n'a pas résisté à la surpêche et à la construction d'un barrage sur le fleuve. Ce poisson de 7 mètres de longueur avait fonctionnellement disparu dès 1993[60].

## Voir également
- Liste des espèces animales disparues durant la période historique
- Extinction massive
- Extinction du Quaternaire
- Extinction de l'Holocène
- La Sixième extinction. Comment l'Homme détruit la vie (2014).
- Taux normal d'extinction